# Coppa del Mondo di salto con gli sci 2012
La Coppa del Mondo di salto con gli sci 2012, trentatreesima edizione della manifestazione organizzata dalla Federazione Internazionale Sci, fu la prima a prevedere un circuito di gare femminili.
La stagione maschile ebbe inizio il 27 novembre 2011 a Kuusamo, in Finlandia, e si concluse il 18 marzo 2012 a Planica, in Slovenia. Furono disputate 26 delle 27 gare individuali previste, in 18 differenti località: 2 su trampolino normale, 19 su trampolino lungo, 5 su trampolino per il volo. Furono inserite nel calendario 6 gare a squadre, valide ai fini della classifica per nazioni. Nel corso della stagione si tennero a Vikersund i Campionati mondiali di volo con gli sci 2012, non validi ai fini della Coppa del Mondo, il cui calendario contemplò dunque un'interruzione nel mese di febbraio. Il norvegese Anders Bardal si aggiudicò la coppa di cristallo, il trofeo assegnato al vincitore della classifica generale; l'austriaco Gregor Schlierenzauer vinse il Torneo dei quattro trampolini, lo sloveno Robert Kranjec la Coppa di volo. Thomas Morgenstern era il detentore uscente sia della Coppa generale, sia del Torneo.
La stagione femminile ebbe inizio il 3 dicembre 2011 a Lillehammer, in Norvegia, e si concluse il 9 marzo 2012 a Oslo, ancora in Norvegia. Furono disputate 13 delle 14 gare individuali previste, in 7 differenti località: tutte su trampolino normale. Non furono inserite nel calendario gare a squadre né vennero stilate classifiche di specialità. La statunitense Sarah Hendrickson si aggiudicò la coppa di cristallo.

## Uomini

### Risultati
| Data                          | Località               | Nazione   | Trampolino                 | Spec. | Primo                                                                           | Secondo                                                                      | Terzo                                                                   |
| ----------------------------- | ---------------------- | --------- | -------------------------- | ----- | ------------------------------------------------------------------------------- | ---------------------------------------------------------------------------- | ----------------------------------------------------------------------- |
| 27 novembre 2011              | Kuusamo                | Finlandia | Rukatunturi HS142          | TL    | Austria Wolfgang Loitzl Andreas Kofler Gregor Schlierenzauer Thomas Morgenstern | Giappone Junshirō Kobayashi Shōhei Tochimoto Taku Takeuchi Daiki Itō         | Russia Dmitrij Vasil'ev Anton Kaliničenko Roman Trofimov Denis Kornilov |
| 27 novembre 2011              | Kuusamo                | Finlandia | Rukatunturi HS142          | LH    | Andreas Kofler                                                                  | Gregor Schlierenzauer                                                        | Thomas Morgenstern                                                      |
| 3 dicembre 2011               | Lillehammer            | Norvegia  | Lysgårdsbakken HS100       | NH    | Andreas Kofler                                                                  | Richard Freitag                                                              | Kamil Stoch                                                             |
| 4 dicembre 2011               | Lillehammer            | Norvegia  | Lysgårdsbakken HS138       | LH    | Andreas Kofler                                                                  | Anders Bardal Severin Freund                                                 |                                                                         |
| 9 dicembre 2011               | Harrachov              | Rep. Ceca | Čerťák HS142               | LH    | Gregor Schlierenzauer                                                           | Daiki Itō                                                                    | Anders Bardal                                                           |
| 10 dicembre 2011              | Harrachov              | Rep. Ceca | Čerťák HS142               | TL    | Norvegia Tom Hilde Bjørn Einar Romøren Vegard Sklett Anders Bardal              | Austria Thomas Morgenstern David Zauner Andreas Kofler Gregor Schlierenzauer | Slovenia Jernej Damjan Jure Šinkovec Peter Prevc Robert Kranjec         |
| 11 dicembre 2011              | Harrachov              | Rep. Ceca | Čerťák HS142               | LH    | Richard Freitag                                                                 | Thomas Morgenstern                                                           | Severin Freund                                                          |
| 17 dicembre 2011              | Engelberg              | Svizzera  | Gross-Titlis-Schanze HS137 | LH    | Anders Bardal                                                                   | Martin Koch                                                                  | Thomas Morgenstern                                                      |
| 18 dicembre 2011              | Engelberg              | Svizzera  | Gross-Titlis-Schanze HS137 | LH    | Andreas Kofler                                                                  | Kamil Stoch                                                                  | Anders Bardal                                                           |
| Torneo dei quattro trampolini |                        |           |                            |       |                                                                                 |                                                                              |                                                                         |
| 30 dicembre 2011              | Oberstdorf             | Germania  | Schattenberg HS137         | LH    | Gregor Schlierenzauer                                                           | Andreas Kofler                                                               | Thomas Morgenstern                                                      |
| 1º gennaio 2012               | Garmisch-Partenkirchen | Germania  | Große Olympiaschanze HS140 | LH    | Gregor Schlierenzauer                                                           | Andreas Kofler                                                               | Daiki Itō                                                               |
| 4 gennaio 2012                | Innsbruck              | Austria   | Bergisel HS130             | LH    | Andreas Kofler                                                                  | Gregor Schlierenzauer                                                        | Taku Takeuchi                                                           |
| 6 gennaio 2012                | Bischofshofen          | Austria   | Paul Ausserleitner HS140   | LH    | Thomas Morgenstern                                                              | Anders Bardal                                                                | Gregor Schlierenzauer                                                   |
| 15 gennaio 2012               | Tauplitz               | Austria   | Kulm HS200                 | FH    | Robert Kranjec                                                                  | Thomas Morgenstern                                                           | Anders Bardal                                                           |
| 15 gennaio 2012               | Tauplitz               | Austria   | Kulm HS200                 | FH    | Anders Bardal                                                                   | Daiki Itō                                                                    | Kamil Stoch                                                             |
| 20 gennaio 2012               | Zakopane               | Polonia   | Wielka Krokiew HS134       | LH    | Kamil Stoch                                                                     | Richard Freitag                                                              | Andreas Kofler                                                          |
| 21 gennaio 2012               | Zakopane               | Polonia   | Wielka Krokiew HS134       | LH    | Gregor Schlierenzauer                                                           | Richard Freitag                                                              | Anders Bardal                                                           |
| 28 gennaio 2012               | Sapporo                | Giappone  | Ōkurayama HS134            | LH    | Daiki Itō                                                                       | Anders Bardal                                                                | Kamil Stoch                                                             |
| 29 gennaio 2012               | Sapporo                | Giappone  | Ōkurayama HS134            | LH    | Daiki Itō                                                                       | Kamil Stoch                                                                  | Andreas Kofler                                                          |
| 4 febbraio 2012               | Val di Fiemme          | Italia    | Giuseppe Dal Ben HS134     | LH    | Gregor Schlierenzauer                                                           | Severin Freund                                                               | Thomas Morgenstern                                                      |
| 5 febbraio 2012               | Val di Fiemme          | Italia    | Giuseppe Dal Ben HS134     | LH    | Kamil Stoch                                                                     | Gregor Schlierenzauer                                                        | Anders Bardal                                                           |
| Torneo a squadre              |                        |           |                            |       |                                                                                 |                                                                              |                                                                         |
| 11 febbraio 2012              | Willingen              | Germania  | Mühlenkopf HS145           | TL    | Norvegia Anders Fannemel Rune Velta Vegard Sklett Anders Bardal                 | Austria Martin Koch Andreas Kofler Thomas Morgenstern Gregor Schlierenzauer  | Germania Maximilian Mechler Andreas Wank Severin Freund Richard Freitag |
| 12 febbraio 2012              | Willingen              | Germania  | Mühlenkopf HS145           | LH    | Anders Bardal                                                                   | Roman Koudelka                                                               | Daiki Itō                                                               |
| 15 febbraio 2012              | Klingenthal            | Germania  | Vogtland Arena HS140       | LH    | annullata                                                                       | annullata                                                                    | annullata                                                               |
| 18 febbraio 2012              | Oberstdorf             | Germania  | Heini Klopfer HS213        | FH    | Martin Koch                                                                     | Daiki Itō                                                                    | Simon Ammann                                                            |
| 19 febbraio 2012              | Oberstdorf             | Germania  | Heini Klopfer HS213        | TL    | Slovenia Jurij Tepeš Jure Šinkovec Peter Prevc Robert Kranjec                   | Austria Thomas Morgenstern Martin Koch Andreas Kofler Gregor Schlierenzauer  | Norvegia Anders Fannemel Rune Velta Tom Hilde Anders Bardal             |
| 3 marzo 2012                  | Lahti                  | Finlandia | Salpausselkä HS97          | TL    | Austria Thomas Morgenstern Gregor Schlierenzauer Martin Koch Andreas Kofler     | Germania Andreas Wank Maximilian Mechler Severin Freund Richard Freitag      | Polonia Maciej Kot Klemens Murańka Aleksander Zniszczoł Kamil Stoch     |
| 4 marzo 2012                  | Lahti                  | Finlandia | Salpausselkä HS97          | NH    | Daiki Itō                                                                       | Anders Bardal                                                                | Lukáš Hlava                                                             |
| 8 marzo 2012                  | Trondheim              | Norvegia  | Granåsen HS131             | LH    | Daiki Itō                                                                       | Richard Freitag                                                              | Simon Ammann                                                            |
| 11 marzo 2012                 | Oslo                   | Norvegia  | Holmenkollen HS134         | LH    | Martin Koch                                                                     | Severin Freund                                                               | Robert Kranjec                                                          |
| 16 marzo 2012                 | Planica                | Slovenia  | Letalnica HS215            | FH    | Robert Kranjec                                                                  | Simon Ammann                                                                 | Martin Koch                                                             |
| 17 marzo 2012                 | Planica                | Slovenia  | Letalnica HS215            | TL    | Austria Thomas Morgenstern Andreas Kofler Gregor Schlierenzauer Martin Koch     | Norvegia Rune Velta Anders Fannemel Bjørn Einar Romøren Anders Bardal        | Germania Maximilian Mechler Severin Freund Andreas Wank Richard Freitag |
| 18 marzo 2012                 | Planica                | Slovenia  | Letalnica HS215            | FH    | Martin Koch                                                                     | Simon Ammann                                                                 | Robert Kranjec                                                          |

Legenda:

NH = trampolino normale

LH = trampolino lungo

FH = volo con gli sci

TL = gara a squadre

### Classifiche

#### Generale

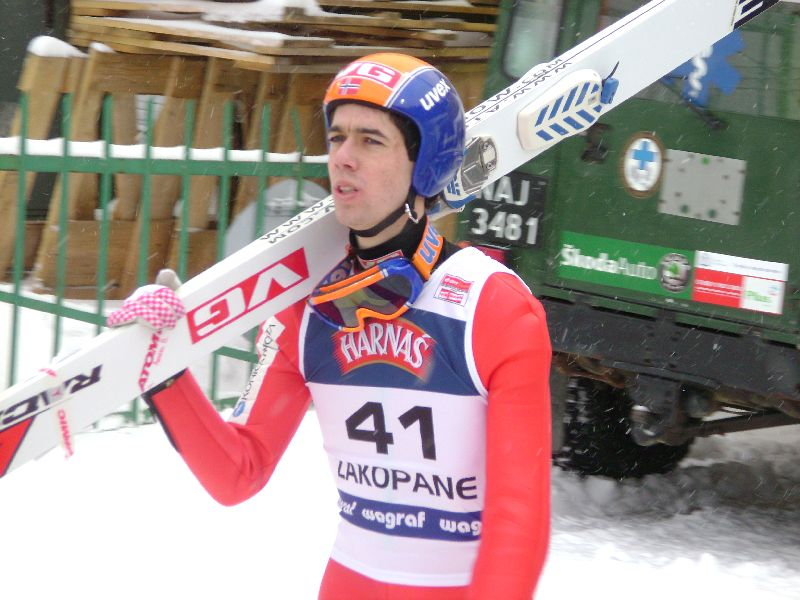
Anders Bardal

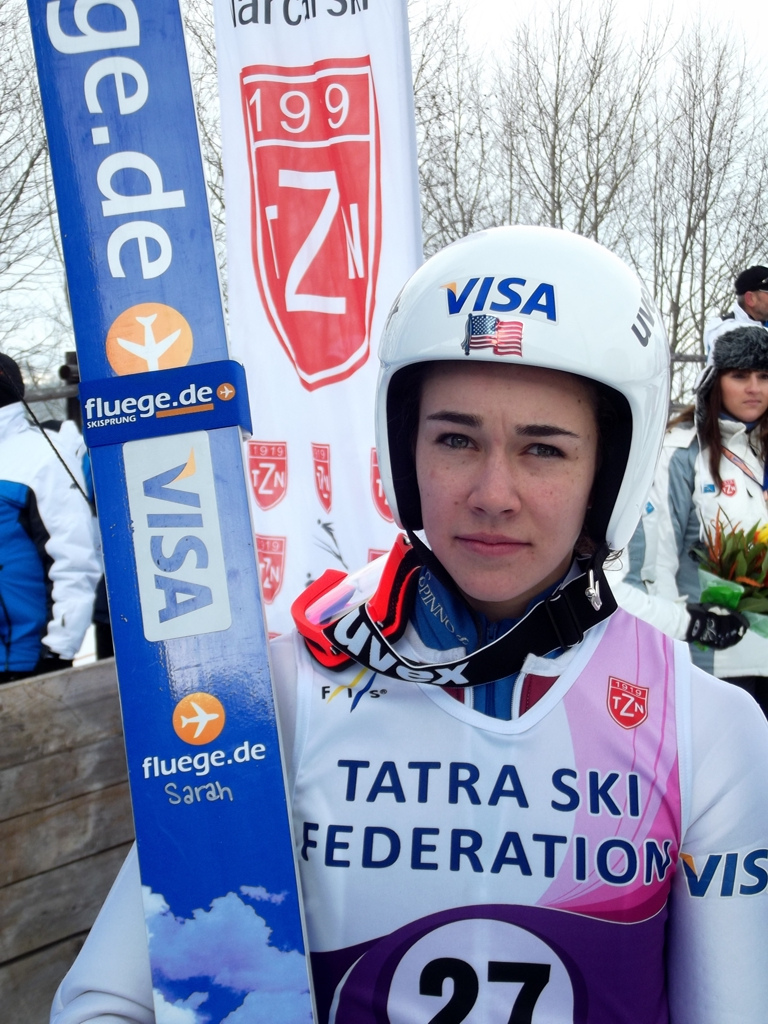
Sarah Hendrickson

| Pos. | Nome                  | Nazione   | Punti |
| ---- | --------------------- | --------- | ----- |
| 1    | Anders Bardal         | Norvegia  | 1325  |
| 2    | Gregor Schlierenzauer | Austria   | 1267  |
| 3    | Andreas Kofler        | Austria   | 1203  |
| 4    | Daiki Itō             | Giappone  | 1131  |
| 5    | Kamil Stoch           | Polonia   | 1078  |
| 6    | Richard Freitag       | Germania  | 1031  |
| 7    | Thomas Morgenstern    | Austria   | 1014  |
| 8    | Severin Freund        | Germania  | 857   |
| 9    | Robert Kranjec        | Slovenia  | 829   |
| 10   | Roman Koudelka        | Rep. Ceca | 796   |

#### Torneo dei quattro trampolini

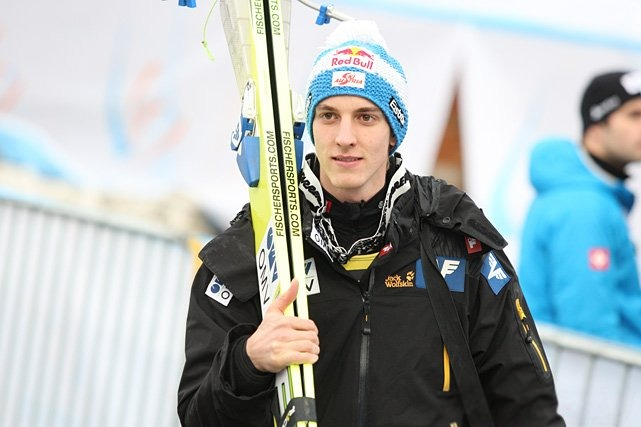
Gregor Schlierenzauer

| Pos. | Nome                  | Nazione   | Punti |
| ---- | --------------------- | --------- | ----- |
| 1    | Gregor Schlierenzauer | Austria   | 934   |
| 2    | Thomas Morgenstern    | Austria   | 908   |
| 3    | Andreas Kofler        | Austria   | 897   |
| 4    | Anders Bardal         | Norvegia  | 895   |
| 5    | Roman Koudelka        | Rep. Ceca | 881   |

#### Volo

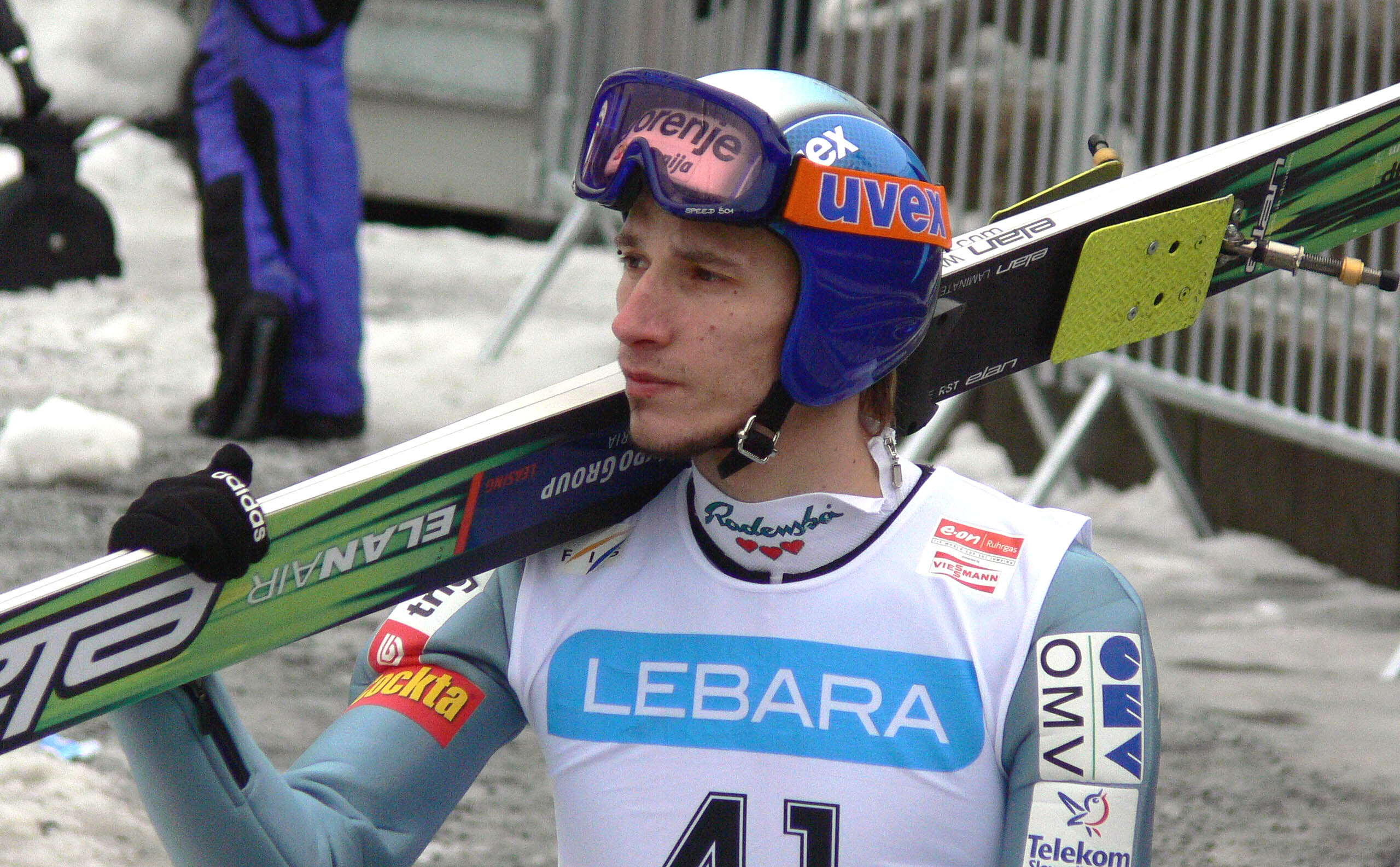
Robert Kranjec

| Pos. | Nome           | Nazione  | Punti |
| ---- | -------------- | -------- | ----- |
| 1    | Robert Kranjec | Slovenia | 355   |
| 2    | Martin Koch    | Austria  | 302   |
| 3    | Simon Ammann   | Svizzera | 278   |
| 4    | Daiki Itō      | Giappone | 275   |
| 5    | Anders Bardal  | Norvegia | 212   |

#### Torneo a squadre
| Pos. | Nazione   | Punti  |
| ---- | --------- | ------ |
| 1    | Austria   | 3055,9 |
| 2    | Norvegia  | 3030,0 |
| 3    | Slovenia  | 2994,9 |
| 4    | Germania  | 2966,0 |
| 5    | Rep. Ceca | 2892,4 |

#### Nazioni
| Pos. | Nazione   | Punti |
| ---- | --------- | ----- |
| 1    | Austria   | 6935  |
| 2    | Norvegia  | 4530  |
| 3    | Germania  | 4353  |
| 4    | Slovenia  | 3412  |
| 5    | Giappone  | 2827  |
| 6    | Polonia   | 2638  |
| 7    | Rep. Ceca | 2178  |
| 8    | Russia    | 918   |
| 9    | Svizzera  | 753   |
| 10   | Finlandia | 611   |

## Donne

### Risultati
| Data             | Località                | Nazione  | Trampolino              | Spec. | Prima              | Seconda           | Terza                      |
| ---------------- | ----------------------- | -------- | ----------------------- | ----- | ------------------ | ----------------- | -------------------------- |
| 3 dicembre 2011  | Lillehammer             | Norvegia | Lysgårdsbakken HS100    | NH    | Sarah Hendrickson  | Coline Mattel     | Melanie Faißt              |
| 6 gennaio 2012   | Schonach im Schwarzwald | Germania | Langenwaldschanze HS106 | NH    | annullata          | annullata         | annullata                  |
| 7 gennaio 2012   | Hinterzarten            | Germania | Rothaus HS108           | NH    | Sabrina Windmüller | Lindsey Van       | Lisa Demetz                |
| 8 gennaio 2012   | Hinterzarten            | Germania | Rothaus HS108           | NH    | Sarah Hendrickson  | Sara Takanashi    | Jessica Jerome             |
| 14 gennaio 2012  | Val di Fiemme           | Italia   | Giuseppe Dal Ben HS106  | NH    | Sarah Hendrickson  | Daniela Iraschko  | Anette Sagen               |
| 15 gennaio 2012  | Val di Fiemme           | Italia   | Giuseppe Dal Ben HS106  | NH    | Sarah Hendrickson  | Daniela Iraschko  | Ulrike Gräßler             |
| 28 gennaio 2012  | Szczyrk                 | Polonia  | Skalite HS106           | NH    | annullata          | annullata         | annullata                  |
| 29 gennaio 2012  | Szczyrk                 | Polonia  | Skalite HS106           | NH    | annullata          | annullata         | annullata                  |
| 4 febbraio 2012  | Hinzenbach              | Austria  | Aigner HS94             | NH    | Daniela Iraschko   | Sarah Hendrickson | Katja Požun                |
| 5 febbraio 2012  | Hinzenbach              | Austria  | Aigner HS94             | NH    | Daniela Iraschko   | Sarah Hendrickson | Lindsey Van                |
| 11 febbraio 2012 | Ljubno                  | Slovenia | Logarska dolina HS95    | NH    | Sarah Hendrickson  | Sara Takanashi    | Daniela Iraschko           |
| 12 febbraio 2012 | Ljubno                  | Slovenia | Logarska dolina HS95    | NH    | Sarah Hendrickson  | Sara Takanashi    | Jacqueline Seifriedsberger |
| 3 marzo 2012     | Zaō                     | Giappone | Yamagata HS100          | NH    | Sarah Hendrickson  | Sara Takanashi    | Daniela Iraschko           |
| 3 marzo 2012     | Zaō                     | Giappone | Yamagata HS100          | NH    | Sara Takanashi     | Sarah Hendrickson | Ulrike Gräßler             |
| 4 marzo 2012     | Zaō                     | Giappone | Yamagata HS100          | NH    | Sarah Hendrickson  | Sara Takanashi    | Daniela Iraschko           |
| 9 marzo 2012     | Oslo                    | Norvegia | Midtstubakken HS106     | NH    | Sarah Hendrickson  | Sara Takanashi    | Anette Sagen               |

Legenda:

NH = trampolino normale

### Classifiche

#### Generale
| Pos. | Nome              | Nazione     | Punti |
| ---- | ----------------- | ----------- | ----- |
| 1    | Sarah Hendrickson | Stati Uniti | 1169  |
| 2    | Daniela Iraschko  | Austria     | 779   |
| 3    | Sara Takanashi    | Giappone    | 639   |
| 4    | Ulrike Gräßler    | Germania    | 546   |
| 5    | Lindsey Van       | Stati Uniti | 482   |
| 6    | Anette Sagen      | Norvegia    | 454   |
| 7    | Katja Požun       | Slovenia    | 422   |
| 8    | Melanie Faißt     | Germania    | 409   |
| 9    | Jessica Jerome    | Stati Uniti | 385   |
| 10   | Coline Mattel     | Francia     | 328   |

#### Nazioni
| Pos. | Nazione     | Punti |
| ---- | ----------- | ----- |
| 1    | Stati Uniti | 2228  |
| 2    | Germania    | 1601  |
| 3    | Giappone    | 1251  |
| 4    | Austria     | 1173  |
| 5    | Slovenia    | 934   |
| 6    | Norvegia    | 828   |
| 7    | Francia     | 495   |
| 8    | Italia      | 466   |
| 9    | Svizzera    | 130   |
| 10   | Finlandia   | 80    |